# Klaas Ris
Klaas Ris (Westzaan, 7 april 1821 – Amsterdam, 11 februari 1902) was een van de voorlopers van de socialistische beweging in Amsterdam, wiens optreden in 1880 zou leiden tot de oprichting van de Sociaal-Democratische Bond. Zijn optreden stond onder invloed van de ideeën van Marx.

## Leven en strijd
Klaas Ris kwam uit een orthodox doopsgezind vissersgezin van 19 kinderen. Na enkele jaren school moest hij gaan werken in een papiermolen. Na bij verschillende patroons gewerkt te hebben werd hij in 1840 soldaat tot hij in 1846 uit dienst trad en in Amsterdam werk ging zoeken. Al snel leerde hij daar Anna Maria Lunden kennen, met wie hij in 1847 trouwde en met wie hij 5 dochters zou krijgen.
Amsterdam in die jaren verkeerde in een grote crisis. Er was veel armoede, grote werkloosheid, vele ziektes heersten (waaronder cholera en malaria) waaraan veel mensen stierven en er was een groot voedseltekort. Dit laatste was een gevolg van mislukte oogsten en stijgende broodprijzen.
De familie Ris zocht de steun bij het Armenbestuur van de stad, via welke hij uiteindelijk werk vond als molenaarsknecht bij een houtzagerij. Een bijkomend voordeel van dit werk was, dat de familie Ris gratis bij de molen kon wonen en dat zij konden beschikken over gratis brandstof. Naast deze baan verrichtte Klaas ook wat werkzaamheden bij de brandweer; bij deze laatste baan begon zijn reputatie als oproerkraaier.
In 1864 schreef en publiceerde Klaas – iets wat in die tijd voor personen uit zijn sociale klasse ongebruikelijk was - een vlugschrift Een man een man! Wat is een brandmeester anders dan een sjouwerman?, waarin hij de rol van de bevelvoerende brandmeesters als nutteloos en sta-in-de-weg beschouwde en hen in rangorde plaatste onder de mannen die het werkelijke werk deden. De aanleiding voor zijn protest was een geschil over geld. Bij het uitrukken en het blussen van de brandweer keerde de gemeente een premie uit, die onder de spuitgasten werd verdeeld. Was een van de brandlui niet komen opdagen, dan werd zijn deel teruggestort in de gemeentekas. Klaas Ris meende, dat dit deel verdeeld moest worden onder de mannen die wel hadden meegedaan aan de werkzaamheden.
Hij nam deze kwestie hoog op. Hij publiceerde meerdere brochures over het onderwerp en richtte zich tot de gemeenteraad, kranten, ministers en zelfs tot de koning. Het leverde hem uiteindelijk niets op en hij werd oneervol ontslagen.
Na zijn ontslag bleef Ris doorgaan in zijn strijd voor het “recht voor den werkman”. Via brochures en krantenartikelen werd hij een bekende Amsterdammer, die zelfs de aandacht trok van de schrijver Multatuli. Deze laatste publiceerde in 1864 een gezinsbudget waarmee een werkman moest zien rond te komen, gebaseerd op gegevens die door Klaas Ris waren verstrekt. Achteraf zou komen vast te staan, dat deze gegevens niet geheel correct waren, doordat Klaas enkele inkomsten verzwegen had, waaronder het beschikken over gratis brandstof.
Ris was meer en meer overtuigd van zijn strijd tegen de “binnenlandse slavernij” en wist een groep van medestanders om zich heen te groeperen. Naast de strijd tegen het onrecht aangedaan door de autoriteiten werd mede op initiatief van Klaas Ris in 1868 de Amsterdamse Bouwmaatschappij tot verkrijging van Eigen Woningen opgericht. Deelnemers betaalden wekelijks een dubbeltje dat gebruikt zou worden voor de bouw van huizen die door loting zouden worden toebedeeld aan de leden. Na een huurperiode van 20 jaar zouden de bewoners eigenaar van het huis worden. Dit initiatief trok vanzelfsprekend veel geïnteresseerden, maar al snel werden er beschuldigingen geuit van fraude en diefstal door de bestuursleden. Aan Klaas Ris werd niet getwijfeld, hoewel hij een van de eersten was die een nieuw pand betrok.
Door zijn optreden als voorvechter voor de werkende klasse werd Klaas Ris al snel een pionier van de opkomende socialistische arbeidersbeweging in Amsterdam. Vanaf 1872 werden er volksvergaderingen gehouden – mede onder invloed van Marx en zijn Internationale, die in 1872 als spreker in Amsterdam was -, waarin Ris duidelijk zijn aanwezigheid profileerde. Zijn optreden werd echter niet beschreven als een serieuze politieke en sociale verhandeling, maar meer als een voorstelling vol met grappen gericht tegen de burgemeester en zijn ordehandhavers.
Ook het spektakel ging hij niet uit de weg. Het Kermisoproer van 1876 werd door Klaas Ris aangegrepen om het “onredelijke” optreden van de overheid aan de kaak te stellen. En plein public toonde hij de gewonden met verband en al en haalde hij de weduwe Pogge met haar 4 kinderen naar voren, wier man bij het oproer was omgekomen. Om zijn grieven naar aanleiding van het oproer verder te onderstrepen besloot hij in 1877 met twee medestanders naar de halfjaarlijkse ontvangst van koning Willem III in het Paleis op de Dam te gaan. Toen hij de koning vroeg of deze "er niet voor kon zorgen dat 'volksverneuker' Den Tex" (de Amsterdamse burgemeester Cornelis den Tex) "van zijn hoge post zou worden verwijderd" werd deze zo kwaad, dat hij Ris liet verwijderen.

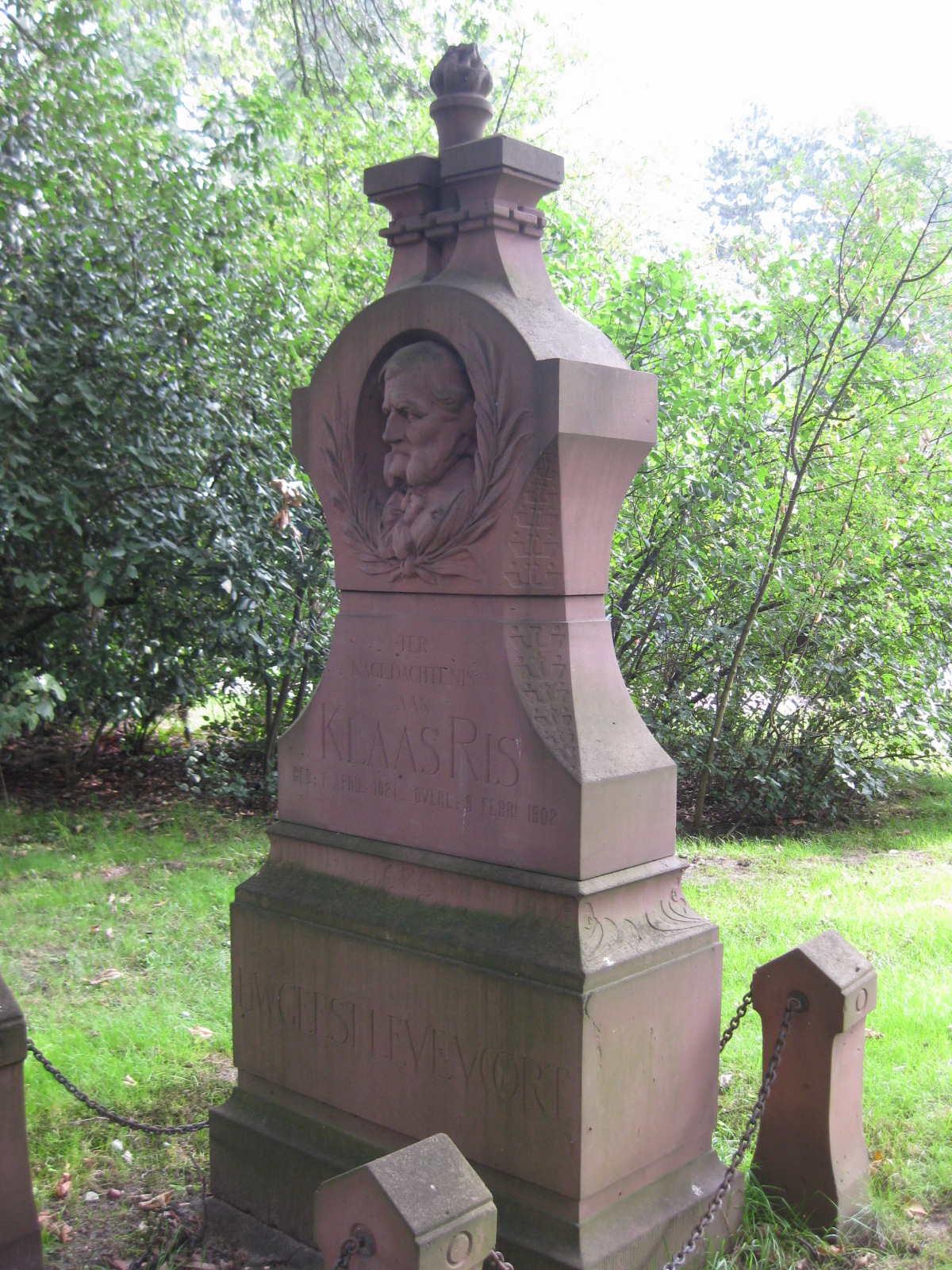
Grafmonument van Klaas Ris

## Latere leven en dood
Mede door het publieke rumoer dat Klaas Ris had veroorzaakt werd in 1880 de Sociaal-Democratische Bond in Amsterdam opgericht. Ris trad wel toe tot de bond, maar zijn leidersfunctie werd overgenomen door jongeren. De laatste jaren van zijn leven was hij petroleumventer in de Jordaan. In februari 1902 overleed Klaas Ris. Door inzamelingen van de Amsterdamse socialisten werd een monumentaal graf op de Nieuwe Oosterbegraafplaats gekocht, waarop een steen met zijn portret en de bede Zijn geest leve voort. Het graf werd in 1950 door de PvdA aangekocht om zo het graf en de gedenksteen voor het nageslacht te bewaren.